# Deux Sœurs vicieuses
Pour plus de détails, voir Fiche technique et Distribution.
Deux Sœurs vicieuses (titre original : Die Teuflischen Schwestern) est un film ouest-allemand, réalisé par Jess Franco, sorti en salles en 1977 en Allemagne et en 1979 en France.

## Synopsis
Edna drague un jeune homme, Joe, dans un night-club et l'amène dans sa propriété du Bahia-Bahia où elle en fait cadeau à sa sœur Milly, obsédée sexuelle et folle, qu'elle garde enchaînée sur son lit derrière des grilles. Lorsque Joe se réveille, il est dans sa voiture. Edna en fait, avec la complicité d'un faux docteur, Charles (un comédien et son amant), fait croire à Milly qu'elle sombre irrémédiablement dans la démence en provoquant chez elle des hallucinations à l'aide de drogues. Elle espère ainsi hériter de la fortune paternelle le jour des vingt-et-un ans de Milly. Mais Joe retrouve par accident la trace d’Edna, délivre Milly de ce cauchemar et l’emmène loin de cette maison diabolique.

## Fiche technique
- Titre : Deux Sœurs vicieuses
- Titre original : Die Teuflischen Schwestern
- Réalisation : Jess Franco
- Production : Elite Film (Zurich)
- Distribution : Rex international Distribution
- Scénario : Manfred Gregor (alias Erwin C. Dietrich)
- Pays :  Allemagne de l'Ouest
- Durée : 87 minutes
- Date de sortie :
  -  Allemagne de l'Ouest : 2 septembre 1977
  -  France : 19 septembre 1979

## Distribution
- Karine Gambier : Millie von Stein
- Pamela Stanford : Edna von Stein
- Jack Taylor : Dr Charles Barrios (comme Jack Tylor)
- Esther Moser : Sarah
- Eric Falk : Tom
- Marianne Graf : Maria
- Kurt Meinicke : Joe
- Mike Montana : Giglio
- Walter Baumgartner : Dr Sebesky